# Yildiray Kaymaz
Yildiray Kaymaz, alias Ali Osman (* 25. Dezember 1975) ist ein deutscher Rocker. Er war Präsident des 2015 verbotenen Motorradclubs Satudarah MC in Duisburg.

## Als MC-Präsident
Yildiray Kaymaz gilt als einer der ersten Rocker überhaupt, die in der Öffentlichkeit von einem „Rockerkrieg“ sprachen. In einem Interview kündigte er an, dass es die verfeindeten Hells Angels MC in Duisburg bald nicht mehr geben werde, wie dies auch in den Niederlanden geschehen sei.

## Drogen- und Waffenhandel
Yildiray Kaymaz war Präsident des MC Satudarah Duisburg. Er und andere Mitglieder waren in Drogen- und Waffenhandel verstrickt.
Er und sein „Secretary“ Baris Tepe kauften in den Niederlanden kriegstaugliche Waffen, darunter eine AK-74 mit zwei Magazinen und 1130 Schuss. Zwischen Mai 2012 und April 2013 hatten die beiden die Einfuhr von rund 21 Kilogramm Marihuana und bis zu zwei Kilogramm Kokain mitorganisiert.
Im August 2013 soll ein Mann auf Anweisung von Kaymaz und Tepe eine Handgranate auf das Vereinsheim der verfeindeten Hells Angels MC in Duisburg-Rheinhausen geworfen haben. Nach den Ermittlungen sollen Kaymaz und Tepe ein anderes Clubmitglied mit einer Maschinenpistole ausgestattet haben. So bewaffnet gab dieser Mann im „Beecker Café“, einer von den Hells Angels betriebenen Gaststätte, dreizehn Schüsse ab.

## Ermittlungen
Die Ermittlungen der Polizei Nordrhein-Westfalen dauerten über mehrere Monate und wurden größtenteils verdeckt geführt. Neben Observationen wurden Räume und Kommunikationsmittel der Beteiligten abgehört. Der Duisburger Klub namens „Brotherhood Clown Town“ schloss sich im Juni 2012 dem Satudarah MC in den Niederlanden an. Das hatte nach Polizeiinformationen mit der Erwartung zu tun, dann dort an bessere und billigere Drogen zu kommen.
Die Polizei warb einen Informanten namens Christian J. innerhalb des Duisburger Satudarah-Clubs an. Der gelernte Schweißer und ehemalige Fremdenlegionär gehörte zur Führungscrew des Clubs. Er befindet sich in einem Zeugenschutzprogramm. Gegen ihn wurde auch wegen Drogenschmuggels und der Einfuhr zweier Maschinenpistolen vom Typ Scorpion ermittelt. Unklar blieb, ob er wirklich V-Mann oder bloß bezahlter Informant der Polizei gewesen war.

## Prozess
2015 wurde der Prozess gegen Kaymaz und andere Mitglieder des Clubs eröffnet. Die Staatsanwaltschaft listete in der Anklageschrift 15 Straftaten auf, darunter zwei Anschläge.
In dem Prozess vor dem Duisburger Landgericht sagten 90 Zeugen, davon 36 Polizisten aus. Obwohl sich Motorrad-Rocker meist strikt weigern, mit der Polizei zusammenzuarbeiten, selbst wenn sie Opfer einer Straftat geworden sind, sagte Kaymaz zu seinen und den Taten anderer Klub-Mitglieder aus. Er legte ein umfassendes Geständnis ab und sagte nach der Kronzeugenregelung aus. In seinen Aussagen hatte Kaymaz auch die Namen von Hintermännern preisgegeben. Grund für die Kooperationsbereitschaft war angeblich eine lebensbedrohliche Erkrankung seines Sohnes. Folge der Kooperation war eine kürzere Haftstrafe.
Das Landgericht Duisburg verurteilte Kaymaz zu sechseinhalb Jahren Haft. Ihr Urteil begründeten die Richter vor allem mit seinem Drogen- und Waffenhandel.